# Riner
Riner település Spanyolországban, Lleida tartományban. Riner Olius, Clariana de Cardener, Cardona, Pinós és Llobera községekkel határos. Lakosainak száma 262 fő (2024).

## Népesség
A település népessége az utóbbi években az alábbiak szerint változott:
| Lakosok száma | 246  | 585  | 566  | 458  | 280  | 273  | 300  | 281  | 263  | 262  |
|               | 1717 | 1887 | 1936 | 1960 | 1986 | 2004 | 2009 | 2014 | 2019 | 2024 |